# Gevsjön
Gevsjön är en sjö i Åre kommun i Jämtland och ingår i Indalsälvens huvudavrinningsområde. Sjön är 31,6 meter djup, har en yta på 11,2 kvadratkilometer och är belägen 499 meter över havet. Gevsjön ligger i Åreälven Natura 2000-område.

## Delavrinningsområde
Gevsjön ingår i det delavrinningsområde (703360-134277) som SMHI kallar för Utloppet av Gevsjön. Medelhöjden är 531 meter över havet och ytan är 25,73 kvadratkilometer. Räknas de 182 avrinningsområdena uppströms in blir den ackumulerade arean 1 689,16 kvadratkilometer. Indalsälven (Bodsjöströmmen) som avvattnar avrinningsområdet har biflödesordning 2, vilket innebär att vattnet flödar genom totalt 2 vattendrag innan det når havet efter 350 kilometer. Avrinningsområdet består mestadels av skog (50 procent). Avrinningsområdet har 11,28 kvadratkilometer vattenytor vilket ger det en sjöprocent på 43,8 procent.